# Élections sénatoriales de 2014 dans l'Allier
Les élections sénatorialesde 2014 dans l'Allier ont lieu le dimanche 28 septembre 2014. Elles ont pour but d'élire les deux sénateurs représentant le département au Sénat pour un mandat de six années.

## Contexte départemental
Lors des élections sénatoriales du 21 septembre 2008 dans l'Allier, deux sénateurs ont été élus au scrutin majoritaire : Gérard Dériot qui siège au groupe UMP et Mireille Schurch qui elle siège parmi les sénateurs communistes.
Depuis 2008, le collège électoral, constitué des grands électeurs que sont les sénateurs sortants, les députés du département, les conseillers régionaux, les conseillers généraux et les délégués des conseils municipaux, a été largement renouvelé par des élections législatives de 2012 à l'issue desquelles la gauche conserve toutes les circonscriptions du département; les élections régionales de 2010 qui ont confirmé la majorité de gauche au conseil régional d'Auvergne, les élections cantonales de 2011 qui n'ont pas modifié le rapport de forces serré au conseil général et surtout les élections municipales de 2014 qui ont vu un net recul des communistes qui perdent Cusset, Varennes-sur-Allier, Bourbon-l'Archambault et Cosne-d'Allier et des socialistes qui perdent pour leur part Bellerive-sur-Allier, Gannat au profit de candidats divers droite ou UMP.

## Sénateurs sortants
| Sénateur | Sénateur         | Parti | Autre fonction       |
| -------- | ---------------- | ----- | -------------------- |
|          | Mireille Schurch | PCF   | Maire de Lignerolles |
|          | Gérard Dériot    | UMP   | Conseiller général   |

## Collège électoral
En application des règles applicables pour les élections sénatoriales françaises, le collège électoral appelé à élire les sénateurs de l'Allier en 2014 se compose de la manière suivante :
| Délégués des communes                             |                        |                       |                       |          |                     |
|                                                   | Conseillers municipaux | Délégués / commune    | Communes concernées   | Délégués | % collège électoral |
| Délégués des communes de moins de 9 000 habitants |                        |                       |                       |          |                     |
| - communes de < 100 habitants                     | 7                      | 1                     | 6                     | 6        | 0,61%               |
| - communes de < 500 habitants                     | 11                     | 1                     | 181                   | 181      | 18,30%              |
| - communes de < 1500 habitants                    | 15                     | 3                     | 96                    | 288      | 29,12%              |
| - communes de < 2 500 habitants                   | 19                     | 5                     | 15                    | 75       | 7,58%               |
| - communes de < 3 500 habitants                   | 23                     | 7                     | 8                     | 56       | 5,66%               |
| - communes de < 5 000 habitants                   | 27                     | 15                    | 5                     | 75       | 7,56%               |
| - communes de < 9 000 habitants                   | 29                     | 15                    | 3                     | 45       | 4,55%               |
| Délégués des communes de 9 000 à 29 999 habitants |                        |                       |                       |          |                     |
| - communes de < 10 000 habitants                  | 29                     | 29                    | 1                     | 29       | 2,93%               |
| - communes de < 20 000 habitants                  | 33                     | 33                    | 3                     | 99       | 10,01%              |
| - communes de < 30 000 habitants                  | 35                     | 35                    | 1                     | 35       | 3,54%               |
| Délégués des communes de 30 000 habitants et plus |                        |                       |                       |          |                     |
| - Montluçon (38 166 hab.)                         | 39                     | 49                    | 1                     | 49       | 4,95%               |
| Délégués des communes                             | Délégués des communes  | Délégués des communes | Délégués des communes | 938      | 94,84%              |
| Conseillers généraux                              | Conseillers généraux   | Conseillers généraux  | Conseillers généraux  | 35       | 3,54%               |
| Conseillers régionaux                             | Conseillers régionaux  | Conseillers régionaux | Conseillers régionaux | 11       | 1,11%               |
| Députés                                           | Députés                | Députés               | Députés               | 3        | 0,30%               |
| Sénateurs                                         | Sénateurs              | Sénateurs             | Sénateurs             | 2        | 0,20%               |
| Total                                             | Total                  | Total                 | Total                 | 989      | 100,00%             |

1. ↑  Dans les communes de moins de 9 000 le conseil municipal élit en son sein des délégués dont le nombre dépend de la taille de la commune.
2. ↑  Dans les communes de 9 000 à 29 999 habitants, tous les conseillers municipaux sont délégués. Il n'y a pas de délégués supplémentaires
3. ↑  Dans les communes de plus de 30 000 habitants, tous les conseillers municipaux sont délégués et, en complément, le conseil municipal désigne des délégués supplémentaires à raison d'un par tranche de 800 habitants au-delà de 30 000 habitants

## Présentation des candidats
Les nouveaux représentants sont élus pour une législature de 6 ans au suffrage universel indirect par les grands électeurs du département. Dans l'Allier, les deux sénateurs sont élus au scrutin majoritaire à deux tours. Ils sont 12 candidats dans le département, chacun avec un suppléant.
| N°  | Candidats | Candidats                    | Parti | Principales fonctions                                   |
| --- | --------- | ---------------------------- | ----- | ------------------------------------------------------- |
| T01 |           | Gérard Dériot                | UMP   | Sénateur sortant, conseiller général                    |
| S01 |           | Élisabeth Albert-Cuisset     | UMP   | Conseillère générale, maire de Saint-Germain-des-Fossés |
| T02 |           | Claude Malhuret              | UMP   | Conseiller régional, maire de Vichy                     |
| S02 |           | Mauricette Lespiaucq         | UMP   | Adjointe au maire de Saint-Victor                       |
| T03 |           | Pierre-André Périssol        | UMP   | Maire de Moulins                                        |
| S03 |           | Joëlle Gérinier              | DVD   | Conseillère municipale de Teillet-Argenty               |
| T04 |           | Élisabeth Blanchet           | PCF   | Maire de Chappes                                        |
| S04 |           | Jacques Cabanne              | PCF   | Conseiller municipal à Yzeure                           |
| T05 |           | Claudine Lopez               | FN    | Conseillère municipale de Vichy                         |
| S05 |           | Christophe Bouillet          | FN    |                                                         |
| T06 |           | Dominique Bidet              | PCF   | Maire de Bellenaves                                     |
| S06 |           | Magali Dubreuil              | EELV  | Conseillère générale du canton de Cusset-Nord           |
| T07 |           | Isabelle Réchard             | PRG   | Conseillère municipale de Vichy                         |
| S07 |           | Serge Aubugeau               | PRG   | Adjoint au maire de Cognat-Lyonne                       |
| T08 |           | Marie-Claude Léguillon       | PRG   | Conseillère régionale                                   |
| S08 |           | Robert Pinfort               | PRG   | Maire de Saint-Germain-de-Salles                        |
| T09 |           | Bernard Coulon               | UDI   | Conseiller général, maire de Saint-Pourçain-sur-Sioule  |
| S09 |           | Marie-France Augier          | UDI   | maire de Loddes                                         |
| T10 |           | Christian Pouviot            | DVD   | ex premier adjoint à Montluçon (2001-2008)              |
| S10 |           | Martine Aurambout-Soulier    | DVD   | maire adjointe de Neuvy                                 |
| T11 |           | Alain Denizot                | PS    | Conseiller général, maire d'Avermes                     |
| S11 |           | Isabelle Désurier-Lafleuriel | PS    | ex maire de Franchesse (2008-2014)                      |
| T12 |           | Serge Boulade                | PS    | Maire de Audes                                          |
| S12 |           | Nathalie Teixeira            | PS    | conseillère municipale de Cusset                        |

## Résultats
| Candidat et parti politique | Candidat et parti politique | Candidat et parti politique | Premier tour | Premier tour | Second tour | Second tour |
| Candidat et parti politique | Candidat et parti politique | Candidat et parti politique | Voix         | %            | Voix        | %           |
| --------------------------- | --------------------------- | --------------------------- | ------------ | ------------ | ----------- | ----------- |
|                             | Gérard Dériot               | UMP                         | 401          | 41,43        | 509         | 52,64       |
|                             | Claude Malhuret             | UMP                         | 244          | 25,21        | 428         | 44,26       |
|                             | Bernard Coulon              | UDI                         | 224          | 23,14        | 235         | 24,30       |
|                             | Alain Denizot               | PS                          | 187          | 19,32        | 266         | 27,51       |
|                             | Pierre-André Périssol       | UMP                         | 184          | 19,01        |             |             |
|                             | Élisabeth Blanchet          | PCF                         | 155          | 16,01        | 235         | 24,30       |
|                             | Dominique Bidet             | PCF                         | 145          | 14,98        |             |             |
|                             | Serge Boulade               | PS                          | 103          | 10,64        |             |             |
|                             | Marie-Claude Léguillon      | PRG                         | 39           | 4,03         |             |             |
|                             | Christian Pouviot           | DVD                         | 34           | 3,51         |             |             |
|                             | Claudine Lopez              | FN                          | 28           | 2,89         | 26          | 2,69        |
|                             | Isabelle Réchard            | PRG                         | 21           | 2,17         |             |             |
|                             |                             |                             |              |              |             |             |
| Inscrits                    | Inscrits                    | Inscrits                    | 989          | 100,00       | 989         | 100,00      |
| Abstentions                 | Abstentions                 | Abstentions                 | 3            | 0,30         | 4           | 0,40        |
| Votants                     | Votants                     | Votants                     | 986          | 99,70        | 985         | 99,60       |
| Blancs                      | Blancs                      | Blancs                      | 10           | 1,01         | 4           | 0,41        |
| Nuls                        | Nuls                        | Nuls                        | 8            | 0,81         | 14          | 1,42        |
| Exprimés                    | Exprimés                    | Exprimés                    | 968          | 98,17        | 967         | 98,17       |